# Noelia Espíndola
Noelia Espíndola (Ituzaingó, Corrientes, 6 de abril de 1992) es una futbolista argentina. Se desempeña como defensora en Boca Juniors de la Primera División Femenina de Argentina.

## Inicios
A los 6 años de edad se dio cuenta de que su pasión era el fútbol. Su debut de pequeña fue en el equipo infantil masculino Mbatará en el año 1998, donde permaneció por 6 años, luego la liga infantil de Ituzaingó no permitió la participación de chicas en torneos masculinos, y tuvo que migrar hacia otro equipo femenino llamado Yacyretá.
A los 14 años compitió en los Juegos Nacionales Evita, levantó la copa de campeonas nacionales de los Juegos Nacionales Evita que se desarrolló en la provincia de Catamarca en 2006, esto le abrió la posibilidad de realizar una prueba para pertenecer al plantel de la Selección Argentina Femenina sub-17.

## Trayectoria profesional
En 2007 realizó la prueba para la Selección Argentina Femenina en Buenos Aires y por sus cualidades y condiciones quedó seleccionada para jugar en la categoría sub-17, desde este año viste la camiseta albiceleste
En 2008 disputó su primer mundial con Selección femenina de fútbol sub-20 de Argentina con tan solo 16 años, la sede de dicho mundial fue en el país trasandino de Chile; en el mismo año integró el plantel sub-17 jugando el sudamericano realizado también en Chile
En el mismo año por insistencia de sus compañeras de la Selección Nacional Argentina comenzó a integra el equipo femenino de primera división del Club Atlético San Lorenzo de Almagro. 
En el 2008 la jugadora Noelia Espíndola se consagra campeona en el torneo de AFA con la camiseta de San Lorenzo, de esta manera "Las Santitas" logró cortar con la hegemonía de títulos de Boca y River al consagrarse en el Torneo Apertura 2008 y esto le permitió participar en la primera edición de la Copa Libertadores de Fútbol Femenino que se realizó en Brasil.
En la Selección Argentina su función dentro del capo de juego fue de lateral por izquierda, con proyección en ataque para colaborar en la delantera, sin embargo en San Lorenzo de Almagro cumplió la función de doble 5.
En 2010 sufrió una grave lesión que la dejó inactiva durante ocho meses debido a una rotura de ligamentos cruzados en la rodilla izquierda. Para 2011 la jugadora pudo volver a su actividad y vestir la camiseta azulgrana. 
En 2011 fue convocada nuevamente a la selección mayor para los Juegos Panamericanos que se disputó en México. 
En el mes de enero de 2012, en la Selección femenina de fútbol sub-20 de Argentina formó parte del Sudamericano de Brasil, donde se consagraron subcampeonas, cayendo en la final con la Selección Brasileña. El segundo puesto le valió a la Selección Nacional Argentina la obtención de una plaza al mundial que se llevó a cabo en Japón, del 19 de agosto al 5 de septiembre del mismo año. Noelia Espíndola fue titular en todos los partidos disputados en este mundial
En 2014 fue convocada nuevamente para integrar la Selección femenina de fútbol de Argentina y participar de los juegos Odesur que se realizó en Chile, donde se consagraron campeonas obteniendo así la Medalla de Oro, ganando la semifinal a Selección femenina de fútbol de Brasil por penales, donde Noelia Espíndola pateo y convirtió un penal. Luego de dicho encuentro jugaron la final con el país anfitrión ganando dicho encuentro y obteniendo de esta forma la medalla de oro de los Juegos Odesur.
En 2015 Noelia Espíndola se consagró campeona después de 7 años con "Las Santitas" apodo como se las conoce al equipo de fútbol femenino de San Lorenzo de Almagro. Disputó la final del torneo de la Asociación del Fútbol Argentino, tras haber finalizado en primer lugar junto con el Club Deportivo UAI Urquiza. Ambos equipos definieron el torneo en cancha del Club El Porvenir para determinar al mejor de la competencia. La copa quedó en manos de "Las Santitas", que consiguieron dar vuelta el encuentro y ganarlo por 2 a 1. El segundo llegaría de la mano de Noelia Espíndola a los 17 minutos tras un tiro libre desde la derecha, empujando la pelota sobre la línea para conseguir la victoria del equipo de San Lorenzo.
En 2017 la defensora dejó el Club San Lorenzo de Almagro para desembarcar en el Club Atlético Boca Juniors para reforzar el plantel de "Las Gladiadoras" 
El sábado 9 de marzo de 2019 se dio un encuentro histórico debido a que el plantel de Fútbol Femenino de Boca Juniors "Las Gladiadoras" por primera vez jugaban un partido oficial en La Bombonera en el marco de una iniciativa por el club xeneize por el Día Internacional de la Mujer. Las "Bosteras" se enfrentaban al Club Atlético Lanús en la quinta fecha del campeonato, siendo Noelia Espíndola titular en el encuentro disputado con la número 2 en su espalda
El 9 de agosto de 2019, después de 28 años el fútbol femenino del Club Atlético Boca Juniors se profesionalizó y la defensora Noelia Espíndola firmaría su primer contrato profesional entre otras 18 jugadoras más de la institución.
El miércoles 25 de septiembre de 2019 se dio el primer superclásico femenino de la era semiprofesional en el Estadio Alberto J. Armando, en esta ocasión el partido se dio en el debut del campeonato de primera división y varias de las jugadoras jugarían cobrando un sueldo profesional. El espectáculo se llevó ante 4 mil socios en la platea baja. Noelia Espíndola fue titular en dicho encuentro donde el Club Atlético Boca Juniors se impuso por 5 goles ante el Club Atlético River Plate, que no convirtió ningún tanto.
El 19 de enero de 2021, se consagró campeona con la camiseta de Boca logrando una goleada ante River por 7 a 0. Consiguió el primer campeonato de la era semiprofesional del fútbol femenino en Argentina.

## Palmarés

### Campeonatos nacionales
| Título                    | Club        | País      | Año     |
| ------------------------- | ----------- | --------- | ------- |
| Torneo Apertura           | San Lorenzo | Argentina | 2008    |
| Torneo 2015               | San Lorenzo | Argentina | 2015    |
| Primera División Femenina | Boca        | Argentina | 2020-21 |
| Primera División Femenina | Boca        | Argentina | 2023    |

### Campeonatos internacionales

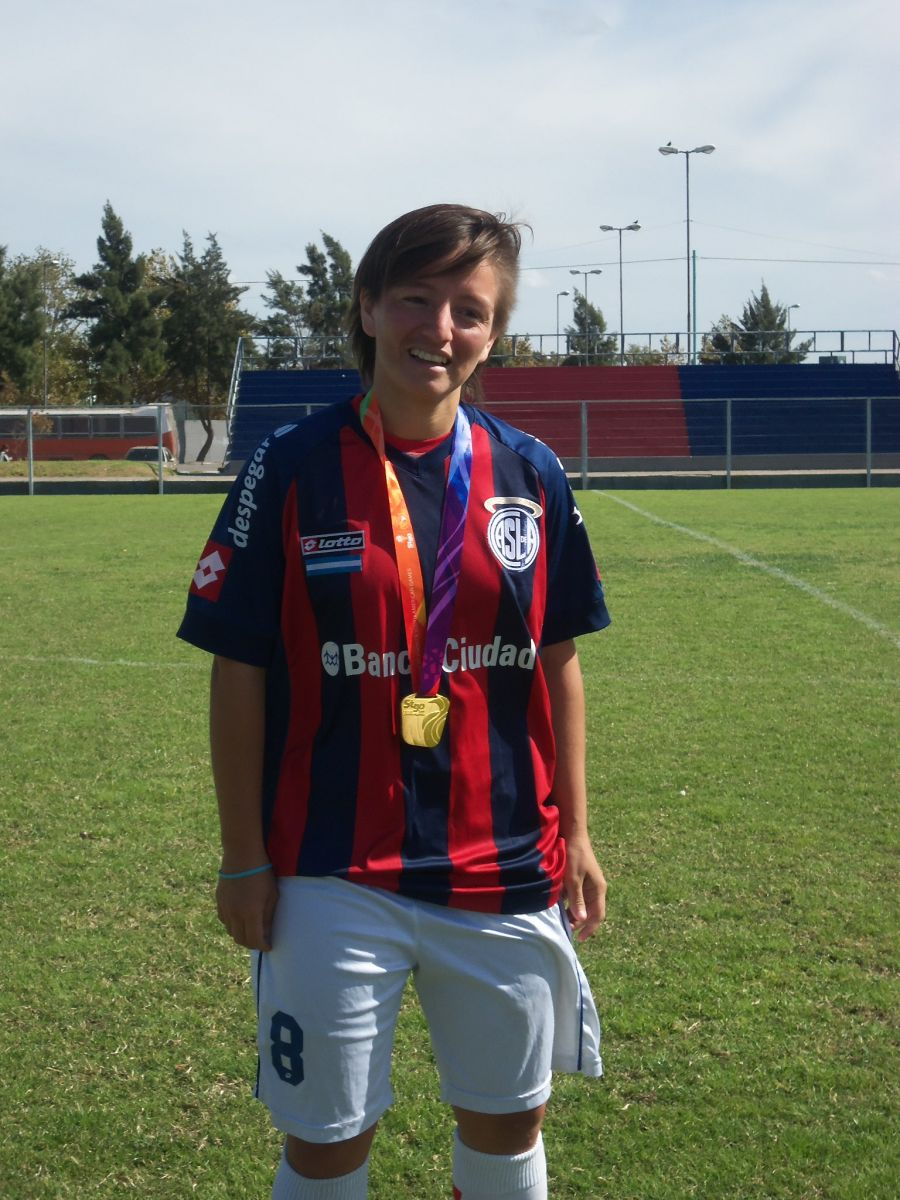
Noelia Espíndola y la medalla de oro obtenida en los Juegos Odesur en el 2014

| Título | Equipo              | Sede     | Año  |
| ------ | ------------------- | -------- | ---- |
| Odesur | Selección Argentina | Santiago | 2014 |